# Мирдита, Ррок Кола
Ррок Кола Мирдита (алб. Rrok Kola Mirdita, 28 сентября 1939 год, Клезна, Королевство Югославия — 7 декабря 2015 год, Тирана, Албания) — католический прелат, архиепископ Тираны — Дурреса с 25 декабря 1992 года по 7 декабря 2015 года. Первый католический иерарх в Албании, назначенный Святым Престолом после Второй мировой войны. Примас Албании.

## Биография
2 июля 1965 года был рукоположён в священника, после чего служил в Бронксе в албанском приходе нью-йоркской архиепархии. 1 июля 1986 года нью-йоркский архиепископ кардинал Джон Джозеф О’Коннор назначил Ррока Колу Мирдиту администратором албанских католических приходов архиепархии.
25 декабря 1992 года Римский папа Иоанн Павел II назначил Ррока Колу Мирдиту архиепископом Тираны-Дурреса после того, как кафедры архиепархии была вакантной в течение 48 лет. 25 апреля 1993 года в Тиране состоялось рукоположение Рроки Колы Мирдиты в епископа, которое совершил во время своего пастырского визита в Албанию Римский папа Иоанн Павел II в сослужении с кардиналами Камилло Руини и Йозефом Томко.
По инициативе Ррока Колы Мирдиты был построен собор святого Павла в Тиране. Являлся президентом Конференции католических епископов Албании и директором албанского отделения благотворительной организации Каритас.